# Leptocera longior
Leptocera longior är en tvåvingeart som beskrevs av Rohacek 1991. Leptocera longior ingår i släktet Leptocera och familjen hoppflugor. Inga underarter finns listade i Catalogue of Life.